# Karaginski (otok)
Karaginski (rus. Карагинский остров) je otok u Karaginskom zaljevu Beringovog mora. Tjesnac između poluotoka Kamčatke i ovog otoka, širok 40 km, zove se tjesnac Litke. Otok Karaginsky je Ramsarsko područje.
Iako je otok nenaseljen, Karaginski Korjaci tradicionalno žive na otoku Karaginski. Nomadski stočari soboba još uvijek žive u privremenim skloništima na otoku.
Otok je dug 101 km, a širok do 27 km, s površinom od 2,404 km2. Najviši vrh otoka je na 912 m/nm. Otok je prekriven vegetacijom tundre i cedrovine. Ljeti ima mnogo cvijeća.
Najbliži otok je Verkhoturov, dug 3,5 km, a širok prosječno 0,5 km. Nalazi se 45 km sjeverno od sjwvernog rta Karaginskog.

## Administracija
Administrativno, otok Karaginskiy pripada Kamčatskom kraju u Rusiji.

## Vanjske poveznice
- Location  Arhivirana inačica izvorne stranice od 9. siječnja 2008. (Wayback Machine)
- Tourism in Karaginskiy Island
- Birdlife
- Google map
- Karaginsky Island Ramsar site